# Aïn Sebt
Aïn Sebt (în arabă عين السبت) este o comună din provincia Sétif, Algeria.
Populația comunei este de 14.798 de locuitori (2008).